# クリス・メンゲス
クリス・メンゲス（Chris Menges, 1940年9月15日 - ）は、イギリスの映画監督、撮影監督。父は指揮者のハーバート・メンゲス。

## 略歴
1960年代からドキュメンタリー映画の撮影に参加。その後、ケン・ローチ、ローランド・ジョフィ、ニール・ジョーダンといった監督たちの作品の撮影を手がけている。1984年の『キリング・フィールド』と1986年の『ミッション』でアカデミー撮影賞を受賞。1988年にはアパルトヘイトをテーマにした初監督作品『ワールド・アパート』で第41回カンヌ国際映画祭審査員特別グランプリを受賞している。

## 作品
- ケス Kes (1969)
- ローカル・ヒーロー/夢に生きた男 Local Hero (1980)
- キリング・フィールド The Killing Fields (1984)
- ミッション The Mission (1986)
- マイケル・コリンズ Michael Collins (1996)
- ボクサー The Boxer (1997)
- プレッジ The Pledge  (2001)
- 堕天使のパスポート Dirty Pretty Things (2002)
- クリミナル Criminal (2004)
- メルキアデス・エストラーダの3度の埋葬 The Three Burials of Melquiades Estrada (2005)
- スタンドアップ North Country (2005)
- 愛を読むひと The Reader (2008) ※ロジャー・ディーキンスと連名
- ストップ・ロス/戦火の逃亡者 Stop-Loss (2008) 日本未公開
- イエロー・ハンカチーフ The Yellow Handkerchief (2008)
- ものすごくうるさくて、ありえないほど近い Extremely Loud and Incredibly Close (2011)
- ハミングバード Hummingbird  (2013)

## 監督した作品
- ワールド・アパート A World Apart (1988)
- セカンドベスト/父を探す旅 Second Best (1994)
- ロスト・サン The Lost Son (1999)